# Зняцево
Зня́цево (укр. Зняцеве) — село в Великолучковской сельской общине Мукачевского района Закарпатской области Украины.
Население по переписи 2001 года составляло 1707 человек. Почтовый индекс — 89650. Телефонный код — 3131. Занимает площадь 3,237 км². Код КОАТУУ — 2122782801.